# Dave Robinson
College Football Hall of Fame 1997
Pro Football Hall of Fame 2013
(en) Statistiques sur pro-football-reference
Richard David Robinson, né le 3 mai 1941 à Mount Holly, est un joueur américain de football américain.

## Enfance
Robinson, le plus jeune enfant de Leslie Robinson et de son épouse Mary Gaines, a vécu à Mount Laurel, dans le New Jersey, pendant les 18 premières années de sa vie.Robinson étudie à la Moorestown High School de Moorestown où il joue notamment avec l'équipe de basket-ball du lycée, invaincue lors des années 1958 et 1959. Il reçoit le titre d'All-State en basket, récompense décernée aux meilleurs joueurs de l'État.

## Carrière

### Université
De 1960 à 1962, il joue dans l'équipe de football américain de l'université d'État de Pennsylvanie aussi bien dans la ligne offensive que défensive. Robinson reçoit le titre d'All-American en 1962 et se voit remettre de nombreuses récompenses dont celle de meilleur joueur universitaire de la saison par le Newark Athletic Club ou encore de meilleur joueur universitaire de ligne par l'association des journalistes sportifs de Philadelphie.

### Professionnel
Dave Robinson est sélectionné au premier tour de la draft 1963 de la NFL par les Packers de Green Bay au quatorzième choix ainsi que par les Chargers de San Diego à la draft de l'AFL au troisième tour sur le dix-septième choix. Robinson choisit d'abord San Diego après discussion avec sa fiancée mais quand il apprend que la franchise compte le mettre dans un échange pour être envoyé chez les Bills de Buffalo juste après, il préfère s'engager avec Green Bay. 
Lors de sa saison de rookie, il profite de la blessure de Ray Nitschke pour faire ses premiers matchs comme linebacker avant de revenir en 1964 comme titulaire et de subir une blessure au genou nécessitant une opération chirurgicale.
De 1965 à 1970, il est l'un des joueurs principaux des Packers, remportant les Super Bowl I et II, mais subit un coup d'arrêt en 1970 avec une blessure au tendon d'Achille. Le joueur se démarque notamment en interceptant une passe contre les Colts de Baltimore en 1965, juste devant sa end zone, qu'il retourne en touchdown de quatre-vingt-sept yards, offrant la victoire à son équipe. En 1967, il bloque un field goal lors d'un match des play-offs face aux Rams de Los Angeles, provoquant un retournement de situation et la victoire de Green Bay. 
Après deux nouvelles saisons comme titulaire et un titre de joueur dans l'équipe NFL de la décennie 1960, il est échangé aux Redskins de Washington, en 1973, contre un choix au second tour de la draft 1974 qui sert à Green Bay pour sélectionner Bill Bain. Robinson quitte Green Bay après dix saisons et vingt-et-une interceptions. Il passe deux saisons comme titulaire à Washington avant de prendre sa retraite. 
Il est intronisé au temple de la renommée de Green Bay en 1982, au College Football Hall of Fame en 1997 et au Pro Football Hall of Fame en 2013,.